# Beat Crusaders
BEAT CRUSADERS (Бит крусе́йдерс) — японская рок-группа, игравшая смесь синтипопа и панка. Визуально отличалась тем, что на фотосессиях закрывала свои лица масками, представлявшими собой их собственные портреты, напечатанные на матричном принтере.
Группа была основана в 1997 году как экспериментальная инди-поп-группа. Затем их стиль сместился в сторону поп-музыки, так что изданные в 1999 году дебютный сингл «E.C.D.T.» и первый мини-альбом Howling Symphony Of... достигли хороших позиций в независимых чартах и принесли группе положительные отзывы критиков.
В июле 2004 года состоялся дебют группы на мейджор-лейбле (на лейбле Defstar Records).
В октябре 2004 года коллективом была выпущена тема для аниме-экранизации популярной манги «BECK». Эта песня (называлась она «HIT IN THE USA») стала большим событием.
А в мае 2005 года у группы вышел и первый альбом на мейджор-лейбле — POA ~POP ON ARRIVAL~. Он стал большим хитом и достиг 3 места в альбомном чарте «Орикона».

## Участники
- Тору Хидакаa (яп. ヒダカトオル/日高 央) — вокал, гитара
- Масахиро Кубота (яп. クボタマサヒコ/久保田 匡彦) — бас-гитара
- Таро Като (яп. カトウタロウ/加藤 太朗) — гитара
- Масита (яп. マシータ), наст. имя Хирофуми Ямасита (яп. 山下 博史) — ударные
- Кэйтаймо (яп. ケイタイモ), наст. имя Keita Tanabe (яп. 田辺 啓太) — клавишные

### Бывшие участники
- umu (Мицутака Умуясики) — бас-гитара и вокал
- araki (Такаюки Араки) — ударные и вокал
- thai (Хироюки Таи) — клавишные, гитара и вокал

## Дискография
См. «Beat Crusaders § Discography» в англ. разделе.